# Tori DellaPeruta
Victoria Marie DellaPeruta (Atlanta, 21 de marzo de 2004) es una jugadora de fútbol profesional italo-estadounidense que juega como delantera en el club UC Sampdoria de la Serie A Femenina. Nacida en Estados Unidos, ha representado a la selección nacional sub-19 de Italia. Comenzó su carrera en el club Pomigliano CF a los 17 años y jugó fútbol universitario para los North Carolina Tar Heels.

## Primeros años y carrera universitaria
DellaPeruta nació en Atlanta, Georgia, hija de Adam y Barbara DellaPeruta, y tiene una hermana mayor, Talia, que también es jugadora de fútbol. Su abuela es de Pescara y su abuelo de Nápoles. Inicialmente fue guardameta, pero pasó a centrocampista a los cinco años. Jugó en clubes de fútbol para United Futbol Academy (UFA) de la Elite Clubs National League (ECNL) hasta los 12 años, luego Tophat Soccer Club de 2018 a 2020, y UFA nuevamente de 2020 a 2022. Se comprometió con la Universidad de Carolina del Norte en Chapel Hill como estudiante de primer año de secundaria en 2019.
DellaPeruta jugó su único año de fútbol en la escuela secundaria en West Forsyth High School cuando era junior en 2021, lo que llevó al equipo a un récord de 19-2 y estableció un récord escolar con 54 goles en una temporada. Marcó el único gol de la final de GHSA Clase 7A para vencer a la invicta Lambert y asegurar el primer título estatal de West Forsyth. Fue reconocida como United Soccer Coaches All-American y Jugadora de fútbol femenino del año de USA Today. Se graduó temprano de la escuela secundaria en diciembre de 2021, con la intención de inscribirse en Carolina del Norte en la primavera, pero en lugar de eso comenzó a buscar jugar en Italia cuando recibió su pasaporte italiano el mismo mes.

### North Carolina Tar Heels, 2022-2023
Después de su paso por Pomigliano, DellaPeruta jugó dos temporadas de otoño para los North Carolina Tar Heels en 2022 y 2023. Marcó 8 goles en 19 aperturas y 40 apariciones, y se perdió algunos partidos cada año para jugar con la selección juvenil italiana. Su hermana, Talia, fue su compañera de equipo ambas temporadas.

## Carrera de clubes

### Pomigliano, 2022
Después de la secundaria pero antes de la universidad, DellaPeruta, de 17 años, hizo una prueba para el club Pomigliano la Serie A Femenina durante la temporada 2021-22. Hablaba poco italiano y su entrenador y sus compañeros poco inglés, pero llegó al primer equipo diez días después de entrenar. En su debut como suplente en el medio tiempo, anotó el gol de la victoria por 2-1 contra el Empoli el 22 de enero de 2022. Hizo su primera apertura en la victoria por 1-0 sobre el Inter el 6 de marzo y permaneció en la alineación titular durante el resto de la temporada. Pomigliano necesitaba ganar el último partido de la temporada para evitar el descenso y estaba detrás del Napoli en el entretiempo el 14 de mayo antes de que DellaPeruta empatara para iniciar una remontada de 3-1. Marcó cuatro goles en nueve apariciones con el club.

### Sampdoria, 2024–
Después de sus dos años en la universidad, DellaPeruta firmó con la UC Sampdoria de la Serie A junto con su hermana Talia. Hizo su debut como suplente tardía contra Como el 14 de enero de 2024. El 16 de marzo, ingresó a la alineación titular y anotó cuatro goles en la goleada por 5-0 al Pomigliano, su antiguo club.

## Carrera internacional
DellaPeruta tiene ciudadanía estadounidense e italiana. Fue convocada a un campamento virtual para la selección nacional sub-18 de los Estados Unidos en 2021. Tras su paso por Pomigliano, jugó para la selección italiana sub-19 en el Campeonato Europeo Femenino Sub-19 de la UEFA 2022. Fue convocada para la selección italiana sub-23 en septiembre de 2023.